# Stubbe – Von Fall zu Fall: Stubbes Erbschaft
Stubbes Erbschaft ist der Pilotfilm der ZDF-Krimireihe Stubbe – Von Fall zu Fall mit Wolfgang Stumph in der Titelrolle. Er wurde 1994 unter Regie von Wolfgang Luderer in Hamburg und Umgebung gedreht. Die damals 10-jährige Stephanie Stumph, die Tochter von Wolfgang Stumph, und Tom Wlaschiha geben jeweils ihr Debüt als Schauspieler. Am 14. Oktober 1995 wurde der Film zur Hauptsendezeit im ZDF erstausgestrahlt. Die zehn ersten Folgen erschienen zusammen in einer DVD-Box.

## Handlung
Die Familie Stubbe zieht von ihrer Heimatstadt Dresden nach Hamburg. Caroline Stubbe hat von ihrer Tante, Charlotte Hoyn, ein Eigenheim überschrieben bekommen, das die Familie nun für einen neuen Lebensabschnitt nutzen will. Charlotte erwartet als Gegenleistung „lediglich“ eine vollumfängliche Verpflegung, denn sie wohnt weiterhin mit im Haus. Für die Familie, die ihr bisheriges Leben in einer Plattenbausiedlung verbracht hatte, eröffnet sich eine ganz neue Welt.
Schon auf dem Hinweg gerät Wilfried Stubbe in seinen ersten Kriminalfall: Ein offensichtlich flüchtender Motorradfahrer fällt Stubbe auf und er notiert sich das Kennzeichen. So wie es aussieht, steht der Fahrer in einem direkten Zusammenhang mit einem Überfall auf einen Geldtransport, bei dem einer der beiden Täter getötet wurde. Das Motorrad wird schnell gefunden und stellt sich als gestohlen heraus. Nach Aussage der Ehefrau des Getöteten hatte ihr Mann keine Freunde und stets allein gearbeitet. Für Stubbe ist auffällig, dass der Sicherheitsbeamte Guido Schneider, der den Bankräuber erschossen hatte, auch ein geübter Motocrossfahrer ist. Nach Stubbes Vermutung steckt Schneider selbst hinter dem Überfall und hat seine Freundin als zweiten Täter „engagiert“. Durch den gezielten Schuss auf den angeblichen Geldräuber hatte er diesen nicht nur als Mitwisser ausgeschaltet, sondern auch jeden Verdacht von sich selbst abzulenken versucht. Stubbe muss dies nur noch beweisen. Das gelingt ihm, nachdem er das Alibi von Schneiders Freundin widerlegen kann. Als das jedoch nicht genügt, stellt er den Tätern eine Falle, und als Schneider dabei ertappt wird, wie er das geraubte Geld aus dem Versteck holen will, wird er festgenommen.
Privat gestaltet sich der Neubeginn der Familie nicht so erfolgreich. Tante Charlotte zeigt sich den Stubbes gegenüber sehr resolut und pocht auf ihre vertraglich eingeräumten Rechte. Während sie das gesamte Obergeschoss für sich allein hat, müssen sich die vier Stubbes die untere Etage teilen. Tochter Christiane nimmt das Ganze am wenigsten übel, aber der neunzehnjährige Sohn Fabian ist mit seinem winzigen Zimmer und den neuen Gegebenheiten sehr unzufrieden. Zudem trauert er seiner verlorenen Heimat und seinen Freunden nach. Er ist fest entschlossen, zurück nach Dresden zu gehen. Unerwartet ist es Charlotte, die ihn überzeugen kann zu bleiben. Zudem überlässt sie ihm ein größeres Zimmer im oberen Stockwerk. Notgedrungen duldet sie auch, dass Wilfried seine alte „Denkercouch“ auf dem Dachboden aufstellt, obwohl vereinbart ist, dass keinerlei Möbel im Haus ausgetauscht oder umgestellt werden dürfen. Diese Couch ist Wilfried aber sehr wichtig und er hat darauf oftmals seine besten Ideen, die besonders für seine Arbeit als Kriminalbeamter wichtig sind.

## Kritik
Die Kritiker der Fernsehzeitschrift TV Spielfilm vergaben die mittlere Wertung „Daumen zur Seite“ und bezeichneten den im Film behandelten Ost-West-Konflikt als „inzwischen etwas abgegriffene Thematik, jedoch mit originellen Dialogen“. Ihr Fazit: „Vier Sachsen im hohen Norden: nicht unspaßig.“